# Charles Le Gualès de la Villeneuve
Charles Le Gualès de La Villeneuve, né le 10 novembre 1881 à Limoges et mort en déportation le 7 janvier 1944, est un militaire et résistant français, dirigeant de Combat Zone Nord.

## Biographie
Charles Édouard Alphonse Le Gualès de La Villeneuve est le fils d'Édouard Le Gualès de La Villeneuve et de Valérie Marie Barbou des Courières, ainsi que le cousin d'Adolphe Le Gualès de Mézaubran.
Optant pour la carrière militaire, il est lieutenant en 1916. Officier de cavalerie, commandant un peloton de mitrailleuses pendant la Grande guerre, il est cité pour sa bravoure et reçoit la croix de guerre.
Lors de la Seconde Guerre mondiale, membre du réseau Hector et du groupe Ricou (Paul et Elizabeth Dussauze, Marthe Delpirou, Tony Ricou, Philippe Le Forsonney) au sein du mouvement Combat, il assure la liaison avec divers groupes de résistants, mais aussi avec les équipes de trois journaux clandestins, Pantagruel (Raymond Deiss), La France continue (Paul Petit) et Valmy (Raymond Burgard), diffusés par le secrétariat du 176 quai Louis-Blériot. 
Il existait également un groupe « Le Gualès » au ministère des Finances, qui entretenait des liens avec le diplomate Paul Petit, un vieil ami de Charles Le Gualès.
Le 8 février 1942, à la suite de l'infiltration de l'agent double Jacques Desoubrie, il est arrêté par la Geheime Feldpolizei, emprisonné à Paris, puis déporté à la prison de Sarrebruck, en vertu du décret Nacht und Nebel. Le 12 octobre 1943, avec Jane Sivadon, Elizabeth Dussauze, André Noël, Paul Dussauze et Tony Ricou, il est condamné à mort par le 2e sénat du Volksgerichtshof. Le 7 janvier 1944, avec André Noël, Paul Dussauze et Tony Ricou, il est guillotiné à la prison de Cologne. "Ceux-là sont morts en martyrs", dit l’aumônier allemand.

## Distinctions
- Croix de guerre 1914-1918
- Médaille de la Résistance française avec rosette à titre posthume (décret du 21 avril 1946)[2]

## Sources
- Archives Nationales.
- Musée de la Résistance et de la Déportation de Besançon.
- BDIC (Nanterre).